# Smârdan (gmina w okręgu Tulcza)
Smârdan – gmina w Rumunii, w okręgu Tulcza. Obejmuje tylko jedną miejscowość Smârdan. W 2011 roku liczyła 1077 mieszkańców. 